# Romanowo (Rydzewo)
Romanowo – część wsi Rydzewo w Polsce, położona w województwie mazowieckim, w powiecie ciechanowskim, w gminie Ciechanów. Wchodzi w skład sołectwa Rydzewo.
W latach 1975–1998 Romanowo administracyjnie należało do województwa ciechanowskiego.